# Solter hardei
Solter hardei är en insektsart som beskrevs av Hölzel 1968. Solter hardei ingår i släktet Solter och familjen myrlejonsländor. Inga underarter finns listade i Catalogue of Life.